# 익산 왕궁리 오층석탑
익산 왕궁리 오층석탑(益山 王宮里 五層石塔)은 대한민국 전북특별자치도 익산시 왕궁면 왕궁리에 있는 고려 시대의 오층 석탑이다. 대한민국의 국보 제289호로 지정되어있다. 전체높이는 8.5m고, 1단의 기단 위로 5층의 탑신을 올린 모습으로, 파묻혀 있던 것을 1965년 해체하여 수리하면서 원래의 모습이 드러났다.

## 특징
미륵사지 석탑과 마찬가지로 목조 탑파의 형식을 모방한 탑이나 건축적인 가구보다는 조각적이며 응집적(凝集的)인 가구를 보임을 특징으로 삼는다. 그 토대(土臺)는 주위의 지반에서 독립되어 완전히 탑파의 중력을 감당할 수 있을 만큼 높은 기단을 형성하며, 옥신(屋身)은 복잡한 목조 탑파의 형식을 떠나 단순화된 응결(凝結)을 보이고 각 기둥의 형식은 배흘림(엔타시스, entasis)을 떠나 있다.

## 구조
탑의 기단은 네 모서리에 8각으로 깎은 주춧돌을 기둥삼아 놓고, 기둥과 기둥 사이에는 길고 큰 네모난 돌을 지그재그로 맞물리게 여러 층 쌓아 올려놓아 목조탑의 형식을 석탑에서 그대로 재현하고 있다. 이 팔각기둥과 네모난 돌들 사이는 흙을 다져서 메웠는데 이 속에서 백제시대의 기와조각이 발견되기도 하였다. 발굴 중에 기단 각 면의 가운데에 2개씩 기둥조각을 새긴 것이 드러났으며, 탑의 1층 지붕돌 가운데와 탑의 중심기둥을 받치는 주춧돌에서 사리장치가 발견되었다.
1층부터 5층까지 탑신부 몸돌의 네 모서리마다 기둥 모양을 새겼으며, 1층 몸돌에는 다시 면의 가운데에 2개씩 기둥 모양을 조각했다. 지붕돌은 얇고 밑은 반듯하나, 네 귀퉁이에서 가볍게 위로 치켜 올려져 있으며, 방울을 달았던 구멍이 뚫려 있다. 기단부에 탱주(撑柱)가 2개 있는 사각 형 석탑이며 옥신(屋身)과 옥개석은 모두 여러 개의 석재(石材)로 구성되었다. 옥신부는 4우주(四隅柱)와 탱주가 각출된 중간석 등 모두 8개로 되었고, 2층은 4면 1석으로 4개, 3층 이상은 2개의 석재로 조립하였다. 옥개석은 넓은 편이며 개석과 받침이 각각 다른 돌이고 받침은 3단씩이다. 개석은 1층부터 3층까지 8석, 4층과 5층은 4석으로 구성되었다

## 건축 양식
이 석탑은 지붕돌이 얇고 넓어 빗물을 받는 낙수면이 평평한 점이나, 탑신부 1층의 지붕돌이 기단보다 넓은 점 등 백제석탑의 양식을 일부 유지하고 있다. 그동안 언제 제작되었는가에 대해 의견이 분분한 상태였으나 1965년 보수작업 때 기단의 구성양식과 기단 안에서 찾아낸 사리장치의 양식이 밝혀지면서 그 시기가 비교적 뚜렷이 밝혀졌다. 즉, 백제의 옛 영토 안에서 고려시대까지 유행하던 백제계 석탑양식에 신라탑의 형식이 일부 어우러진 고려 전기의 작품으로 추측된다.

## 발견된 유물
이 석탑에서 발견된 고려시대의 유물들은 국보 제123호로 일괄지정되어 국립중앙박물관에서 보관하고 있다. 최근 국립부여문화재연구소의 발굴과정에서 지금의 석탑에 앞서 목탑이 있었음을 확인할 수 있는 흔적이 이 탑 밑부분에서 발견되어 다시금 주목을 끌고 있다.

## 내려오는 전설
전설에는 이곳에 한 노인이 아들과 딸을 데리고 살았는데 하루는 관상가가 아들과 딸 중 한 명만 데리고 살아야 큰 화를 면할 수 있다고 했다. 노인은 아들과 딸에게 먼저 탑을 쌓는 자식을 데리고 살겠다며 딸에게는 미륵사 터 석탑을, 아들에게는 이곳 왕궁리의 석탑을 쌓으라고 하였다. 하지만 아들이 게으름을 피워서 딸이 미륵사 터 석탑을 먼저 쌓았고, 딸을 데리고 살았다는 이야기가 전해내려 온다.

## 사진

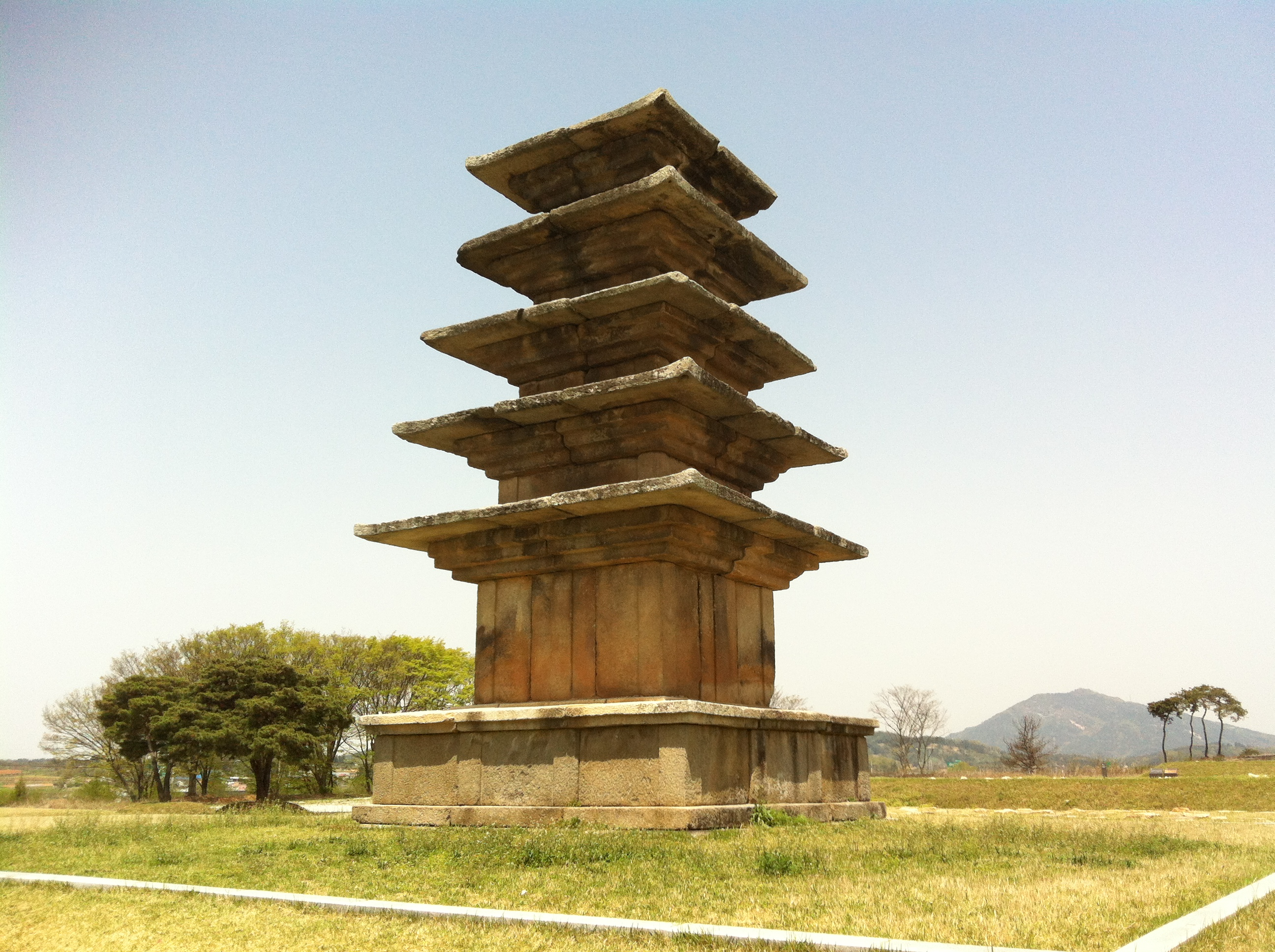
2012년
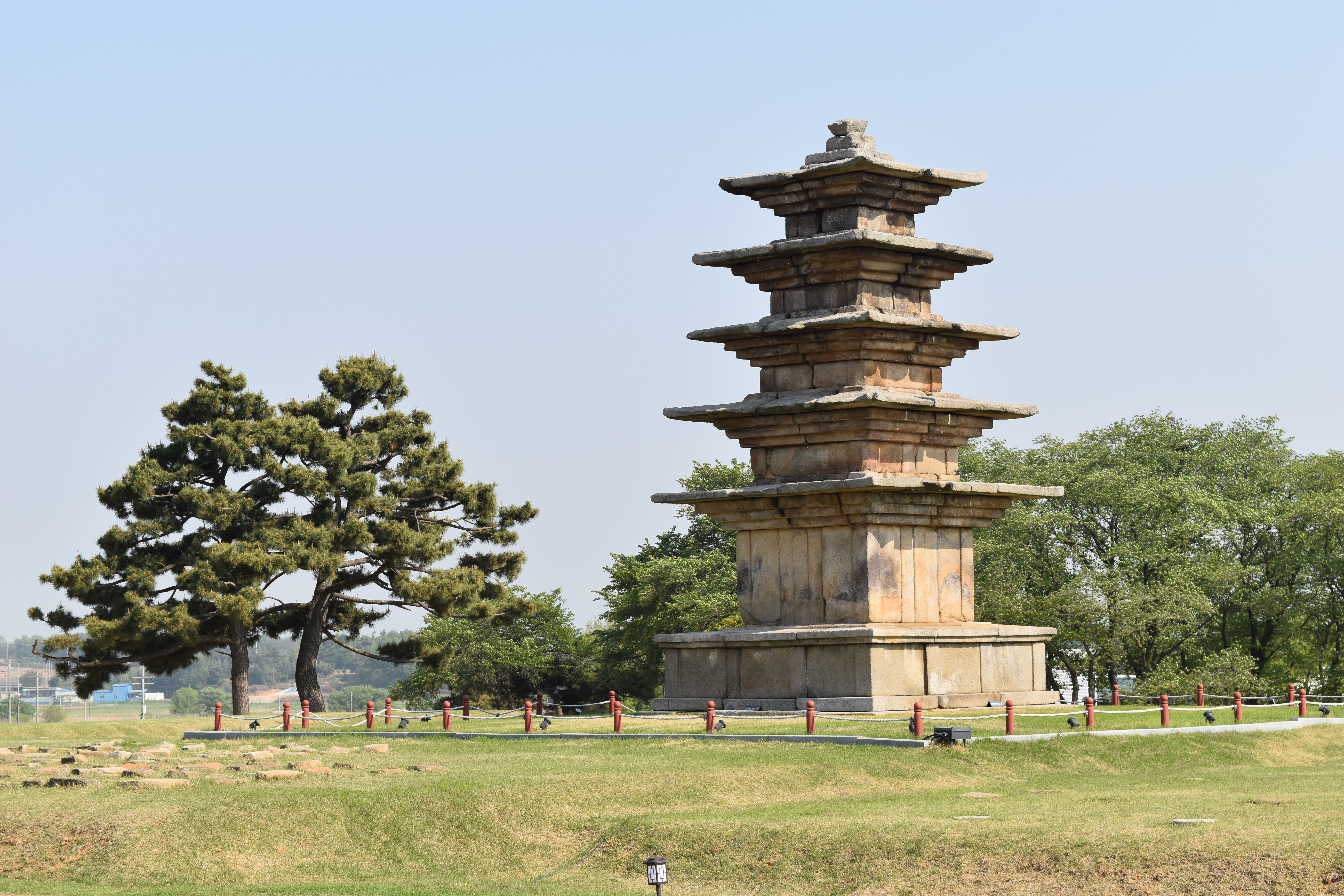
2019년

## 같이 보기
- 미륵사지 석탑
- 정림사지 오층석탑
- 익산 왕궁리 오층석탑 사리장엄구

## 참고 문헌
- 익산 왕궁리 오층석탑 - 국가유산청 국가유산포털
- 이원복 교수 감수- 지리를 알면 한국사가 보인다.